# Zhang Hu
Zhang Hu (792?–853?) foi um poeta chinês da dinastia Tang. O seu nome de cortesia era Chengji.
Depois de viajar para a capital de Chang'an, ele não teve sucesso na busca de uma posição na corte, e passou a última metade de sua vida viajando para lugares famosos e compondo poesia. A maioria dos seus poemas sobreviventes estão em edifícios históricos e lugares famosos que visitou em suas viagens.

## Biografia
Zhang Hu nasceu no ano de 792, em Qinghe (actualmente Condado de Hebei, ou Shandong), ou possivelmente Nanyang (actualmente Nanyang (Henan)). O seu nome de cortesia (nome que se dava quando uma pessoa chagava à idade adulta) era Chengji. Ele dedicou-se à poesia entre 820 e 845. Vivendo desde cedo em Gusu, na era Changqing (821-824), ele foi convocado para a capital Chang'an, por recomendação de Linghu Chu. Linghu Chu tinha conhecido Hu na década de 810, e o seu memorial da recomendação foi submetido juntamente com 300 dos poemas de Hu.
No entanto, Hu não conseguiu emprego na corte devido à oposição de Yuan Zhen, que alegou que Hu tinha falta talento literário, obrigando-o a mudar-se para Huainan, onde passou os seus dias a visitar templos famosos e lugares de beleza cénica, e dedicando-se a composição poética.
Mais tarde, retirou-se para Danyang (actualmente Danyang, Jiangsu), onde passou o resto dos seus dias a viver como um cidadão particular. Ele morreu provavelmente em 852 ou em 853.

## Poesia
A vida de Zhang Hu pode ser considerada uma vida com várias frustrações, mas ainda assim o poeta prestava muita atenção aos assuntos nacionais, pois estes afectavam o tema e a maneira de escrever os seus poemas, que retratavam principalmente a vida palaciana, montanhas, rios, templos, ou eram escritos um para o outro, lembrando antiguidades e eventos históricos, descrevendo também objectos e a sua perspectiva do tempo em que viveu.
Cerca de 350 dos seus poemas sobreviveram ao passar do tempo, a maioria tendo permanecido em templos famosos e lugares de beleza cénica que ele visitou durante as viagens que realizou. Cinco dos seus poemas foram incluídos nos Trezentos Poemas Tang.